# Балдаев, Сергей Петрович
Серге́й Петро́вич Балда́ев (1889—1979) — советский бурятский писатель, фольклорист, этнограф, драматург. Кандидат филологических наук.

## Биография
Родился 18 октября 1889 года в селе Хохорск Боханского аймака Балаганского уезда Иркутской губернии. В 1910 году закончил иркутскую учительскую семинарию.
Ещё в годы учёбы в семинарии Сергей Балдаев начал собирать фольклорные и этнографические материалы. После окончания семинарии работал учителем в школе, продолжая при этом заниматься этнографией. Начал литературную деятельность, в 1909 году пишет пьесу «Цырен малчин» (Цырен пастух).
В 1926 году Балдаев принят в Союз сибирских писателей. С 1927 году поступает в Институт народов Востока. Окончив институт он поступает в аспирантуру.
Из 20 пьес, написанных Балдаевым, были опубликованы «Үнэнэй баяр» (Торжество правды) (1925) и «Эхэнэрэй суудал» (Женская доля) (1933). В 1925 году на I съезде женщин буряток в городе Верхнеудинске был поставлен спектакль по его пьесе «Эхэнэрэй суудал». В своей литературной деятельности Сергей Балдаев известен под псевдонимом Абгайн Турген.
До 1931 года был членом Московской ассоциации пролетарских писателей.
По вызову правительства Бурятии в 1931 году вернулся в Улан-Удэ. Здесь он работает в Государственном институте языка, литературы и искусства и в техникуме искусств (ГИЯЛИ). Был научным сотрудником в Бурятском учёном комитете, а затем в Бурятском педагогическом институте.
Сергей Балдаев был арестован 30 мая 1938 года, под следствием был до конца 1940 года и освобожден судом за недоказанностью обвинения. Продолжал работать в ГИЯЛИ.
В 1948 году, опасаясь нового ареста, Балдаев уехал в Ленинград. Там долгое время жил без прописки и работы, но при этом продолжал научную деятельность.
Со временем устроился на работу в Музей этнографии народов СССР. Устроиться ему помогли ученые М. К. Азадовский, М. Г. Воскобойников, В. И. Цинциус. В музее Балдаев описывал бурятские и якутские коллекции.
В 1956 году Сергей Балдаев возвращается в Улан-Удэ, где начал работать в Бурятском институте общественных наук (БИОН). В 1968 году выходит на пенсию.
На пенсии продолжал ездить в фольклорные экспедиции, собрал богатейшие материалы по шаманизму.
Сергей Балдаев был одним из лучших знатоков бурятской этнографии и фольклора. Он является собирателем богатейшего материала по традиционным верованиям бурят и внёс большой вклад в бурятоведение.

## Награды и звания
- Заслуженный деятель культуры Бурятии[2]

### Пьесы
- «Цырен малчин» (Цырен пастух) (1909)
- «Үнэнэй баяр» (Торжество правды) (1925)
- «Эхэнэрэй суудал» (Женская доля) (1933)
- «Хуурша Борхой» (Музыкант Борхой) (1965)

### Научные труды
- Ленин и Октябрь в фольклоре бурят-монголов // Советская этнография. 1932. № 5/6. С. 15-27
- Бурятские свадебные обряды. Улан-Удэ, 1959;
- Иволгинские буряты // Материалы исследований по истории и филологии. Улан-Удэ, 1960
- Избранное. Улан-Удэ, 1961
- Родословные предания и легенды бурят. Ч. 1. Улан-Удэ, 1970[3].